# Путак (приток Малого Черемшана)
Путак (тат. Путак) — река в Ульяновской области и Татарстане, правый приток Малого Черемшана.

## Описание
Длина реки — 16 км (из них около 6 км — в РТ). Площадь водосборного бассейна — 99 км².
Исток реки находится в овраге Косыр в лесном массиве на северо-востоке Мелекесского района Ульяновской области. Общее направление течения — восточное. В нижнем течении теряется среди лесов и стариц в пойме Малого Черемшана и впадает в него в 37 км по его правому берегу на крайнем юго-востоке Алькеевского района Татарстана.
Имеются запруды на реке и на притоках, многочисленные насыпные дамбы и мостки, два капитальных моста в населённых пунктах.
На берегах реки расположены два одноимённых села — верхнее Аппаково (Ульяновская область) и нижнее Аппаково (Татарстан). В нижнем селе реку пересекает автодорога 16К-0191 «Алексеевское — Высокий Колок».

## Характеристика
Густота речной сети бассейна — 0,23 км/км², 65 % его территории покрыто лесом. Путак имеет 2 притока длиной 3,3 и 5,2 км.
Характер водного питания смешанный, преимущественно снегового типа. Модуль подземного питания — 0,5—1 л/с км². Средний многолетний слой годового стока в бассейне — 83 мм, слой стока половодья — 75 мм. Весеннее половодье начинается обычно в конце марта — начале апреля. Замерзает в середине ноября. Средний многолетний меженный расход воды в устье — 0,029 м³/с. В засушливый период отдельные участки реки пересыхают.
Вода умеренно жёсткая (3—6 мг-экв/л) весной и очень жёсткая (9—12 мг-экв/л) зимой и летом. Общая минерализация — 100—200 мг/л весной и 500—700 мг/л зимой и летом.

## Данные водного реестра
По данным государственного водного реестра России относится к Нижневолжскому бассейновому округу, водохозяйственный участок реки — Большой Черемшан от истока и до устья. Речной бассейн реки — Волга от верхнего Куйбышевского водохранилища до впадения в Каспий.
Код объекта в государственном водном реестре — 11010000412112100005268.